# Malguénac
Malguénac è un comune francese di 1 798 abitanti situato nel dipartimento del Morbihan nella regione della Bretagna.

## Società

### Evoluzione demografica
Abitanti censiti